# اینیگنی‌اوئی
اینیگنی‌اوئی (به لاتین: Inignaouei) یک منطقهٔ مسکونی در نیجر است که در استان آرلیت واقع شده‌است.